# Геологічний контроль буріння свердловин
Геологічний контроль буріння свердловин (від геологія; фр. contreróle — подвійний список, рос. геологический контроль бурения скважин, англ. geologic control of well drilling, нім. geologische Kontrolle f des Abteufens einer Bohrung f) — комплекс спостережень у процесі буріння свердловин, який включає:
- одержання інформації для складання геологічного розрізу (контроль за відбиранням керна, шламу, ґрунтів,
- їх візуальне вивчення і узагальнення результатів визначень, які виконані в лабораторії, ув'язування з даними каротажу);
- виявлення ознак нафтогазонасиченості;
- контроль за якістю промивної рідини для забезпечення раціональної технології буріння, якісного розкриття продуктивних пластів, запобігання ускладнень;
- аналіз даних інклінометрії з метою розкриття продуктивних пластів у заданих координатах;
- відбирання і вивчення проб нафти, газу, води;
- контроль за процесом опускання обсадних і експлуатаційної колон, якістю їх цементування; перевірка сверловин на герметичність;
- планування і контроль робіт з перфорації і освоєння свердловин;
- контроль за додержанням правил охорони надр і довкілля.